# Élections municipales de 1989 à Nice
Pour les articles homonymes, voir Élections municipales à Nice.
Les élections municipales de 1989 à Nice ont eu lieu les 12 et 19 mars 1989.

## Mode de scrutin
Le mode de scrutin à Nice est celui des communes de plus de 1 000 habitants : la liste arrivée en tête obtient la moitié des sièges du conseil municipal. Le reste est réparti à la proportionnelle entre toutes les listes ayant obtenu au moins 5 % des voix. Un deuxième tour est organisé si aucune liste n'atteint 50 % des suffrages exprimés ; seules les listes ayant obtenu au  moins 10 % peuvent s'y présenter, elles peuvent alors fusionner avec les listes ayant obtenu au moins 5 % des voix.
Comme dans toutes les communes de plus de 300 000 habitants, hormis Paris, Lyon et Marseille, le conseil municipal de Nice est composé de 69 conseillers municipaux.

## Contexte
Le maire sortant, Jacques Médecin (RPR) est réélu en 1983 au second tour face à Max Gallo (PS).

### Rappel des résultats de l'élection de 1983
| Tête de liste            | Tête de liste     | Liste          | Voix    | %      | Sièges |
| Tête de liste            | Tête de liste     | Liste          | Voix    | %      | CM     |
| ------------------------ | ----------------- | -------------- | ------- | ------ | ------ |
|                          | Jacques Médecin * | RPR-UDF        | 90 353  | 54,83  | 56     |
|                          | Max Gallo         | PS-PCF-MRG     | 51 492  | 31,25  | 11     |
|                          | Fernand Icart     | UDF            | 10 423  | 6,33   | 2      |
|                          | Henri Roubault    | ECO            | 5 512   | 3,34   |        |
|                          | Alain Seiller     | FN             | 4 324   | 2,62   |        |
|                          | M. Panizzoli      | DVD            | 2 684   | 1,63   |        |
|                          |                   |                |         |        |        |
| Inscrits                 | Inscrits          | Inscrits       | 228 669 | 100,00 |        |
| Abstentions              | Abstentions       | Abstentions    | 60 619  | 26,51  |        |
| Votants                  | Votants           | Votants        | 168 050 | 73,49  |        |
| Blancs et nuls           | Blancs et nuls    | Blancs et nuls | 3 262   | 1,94   |        |
| Exprimés                 | Exprimés          | Exprimés       | 164 788 | 98,06  |        |
| * liste du maire sortant |                   |                |         |        |        |

## Candidats
- Charles Caressa conduit une liste du PCF
- Jean-Hugues Colonna, ancien député, mène une liste du PS
- Jacques Randon conduit une liste dissidente du PS
- Guy Marimot conduit une liste des Verts
- Jacques Médecin, maire sortant, se représente à la tête d'une liste d'union de la droite soutenue par le RPR et l'UDF
- Jacques Peyrat, ancien député, conduit une liste du FN

## Campagne
À l'issue du premier tour, la liste du PCF fusionne avec celle du PS. Bien que Jacques Médecin soit mis en cause dans plusieurs affaires politico-financières concernant la gestion de la ville, il est réélu une nouvelle fois. Ce scrutin est par ailleurs marqué par la percée du Front national pour la première fois à une élection municipale niçoise.

## Résultats
| Tête de liste            | Tête de liste       | Liste          | Premier tour | Premier tour | Second tour | Second tour | Sièges |
| Tête de liste            | Tête de liste       | Liste          | Voix         | %            | Voix        | %           | CM     |
| ------------------------ | ------------------- | -------------- | ------------ | ------------ | ----------- | ----------- | ------ |
|                          | Jacques Médecin *   | RPR-UDF        | 55 666       | 42,86        | 64 121      | 46,76       | 51     |
|                          | Jean-Hugues Colonna | PS             | 25 876       | 19,93        | 46 044      | 33,57       | 11     |
|                          | Charles Caressa     | PCF            | 10 835       | 8,34         | 46 044      | 33,57       | 11     |
|                          | Jacques Peyrat      | FN             | 23 748       | 18,29        | 26 974      | 19,67       | 7      |
|                          | Guy Marimot         | Verts          | 8 626        | 6,64         |             |             |        |
|                          | Jacques Randon      | PS             | 5 114        | 3,94         |             |             |        |
|                          |                     |                |              |              |             |             |        |
| Inscrits                 | Inscrits            | Inscrits       | 231 984      | 100,00       | 231 984     | 100,00      |        |
| Abstention               | Abstention          | Abstention     | 96 401       | 41,56        | 90 179      | 38,87       |        |
| Votants                  | Votants             | Votants        | 135 583      | 58,44        | 141 805     | 61,13       |        |
| Blancs et nuls           | Blancs et nuls      | Blancs et nuls | 5 718        | 4,22         | 4 666       | 3,29        |        |
| Exprimés                 | Exprimés            | Exprimés       | 129 865      | 95,78        | 137 139     | 96,71       |        |
| * liste du maire sortant |                     |                |              |              |             |             |        |